# Gare de Corcieux - Vanémont
Ne doit pas être confondue avec la gare de La Houssière, également située sur le territoire communal de La Houssière.
La gare de Corcieux - Vanémont est une gare ferroviaire française (fermée) de la ligne d'Arches à Saint-Dié, implantée dans le hameau de Vanémont (celui-ci est en partie situé à Saint-Léonard), sur le territoire de la commune de La Houssière, à proximité de Corcieux, dans le département des Vosges, en région Grand Est.
C'était une halte voyageurs de la Société nationale des chemins de fer français (SNCF). Elle est désormais fermée à tout trafic.

## Situation ferroviaire
Établie à 498 mètres d'altitude, la gare de Corcieux - Vanémont est située au point kilométrique (PK) 33,877 de la ligne d'Arches à Saint-Dié, entre la halte fermée de La Houssière et la gare également fermée de Saint-Léonard.

## Histoire
La gare de Corcieux - Vanémont est mise en service le 7 octobre 1876 par la Compagnie des Chemins de fer de l'Est lors de l'inauguration de la section de La Chapelle à Saint-Dié-des-Vosges de la ligne d'Épinal à Saint-Dié.
En décembre 2018, la desserte de la ligne, et donc de cette halte SNCF, est interrompue ; elle est remplacée par une substitution routière (autocars effectuant principalement la liaison TER Grand Est Épinal – Saint-Dié-des-Vosges). La réouverture de la ligne, le 12 décembre 2021, ne s'accompagne pas de la remise en service de la halte.